# Fry, Seine-Maritime
Fry är en kommun i departementet Seine-Maritime i regionen Normandie i norra Frankrike. Kommunen ligger i kantonen Argueil som tillhör arrondissementet Dieppe. År 2022 hade Fry 140 invånare.

## Befolkningsutveckling
Antalet invånare i kommunen Fry
| Referens: INSEE |